# Canton de Montval-sur-Loir
Le canton de Montval-sur-Loir, précédemment appelé canton de Château-du-Loir, est une circonscription électorale française située dans le département de la Sarthe et la région Pays de la Loire.
À la suite du redécoupage cantonal de 2014, les limites territoriales du canton sont remaniées. Le nombre de communes du canton passe de 11 à 29.

## Géographie
Ce canton est organisé autour de Château-du-Loir dans l'arrondissement de La Flèche. Son altitude varie de 40 m (Montabon) à 172 m (Jupilles) pour une altitude moyenne de 100 m.

## Histoire
Par décret du 24 février 2014, le nombre de cantons du département est divisé par deux, avec mise en application aux élections départementales de mars 2015. Le canton de Château-du-Loir est conservé et s'agrandit. Il passe de 11 à 29 communes.
Le canton prend sa dénomination actuelle par décret du 24 février 2021.

## Représentation

### Conseillers d'arrondissement (de 1833 à 1940)
Le canton de Château-du-Loir avait deux conseillers d'arrondissement.
Il appartenait à l'arrondissement de Saint-Calais jusqu'à sa disparition en 1926.
| Période                                  | Période | Identité           | Étiquette           | Qualité |
| ---------------------------------------- | ------- | ------------------ | ------------------- | --- |
| 1833                                     |         | Esprit Gendron     |                     | Propriétaire à Château-du-Loir                                                                              |
| 1833                                     |         | M. Jousse          |                     | Propriétaire à Château-du-Loir                                                                              |
|                                          |         |                    |                     | |
| av.1885                                  |         | Émile Breteau      |                     | Négociant à Château-du-Loir                                                                                 |
|                                          |         |                    |                     | |
| 1922                                     | 1931    | M. Bourgoin        | Républicain libéral | |
| 1922                                     | 1928    | M. Frette          | Républicain libéral | |
| 1931                                     | 1934    | Émile Blondiaux    | Droite              | Adjoint au maire de Château-du-Loir                                                                         |
| 1928                                     | 1940    | Théophile Romastin | Radical             | Instituteur, maire de Beaumont-Pied-de-Bœuf, député (1932-1942)                                             |
| 1934                                     | 1940    | M. Guilbert        | Radical             | Cultivateur à Montabon                                                                                      |
| 1940                                     |         |                    |                     | Les conseils d'arrondissement ont été suspendus par la loi du 12 octobre 1940 et n'ont jamais été réactivés |
| Les données manquantes sont à compléter. |         |                    |                     | |

### Conseillers généraux de 1833 à 2015
| Période | Période          | Identité              | Étiquette        | Qualité |
| ------- | ---------------- | --------------------- | ---------------- | --- |
| 1833    | 1845             | Pierre-Arsène Lelong  |                  | Maire de Château-du-Loir (1832-1839), député (1830-1831, 1837-1842) |
| 1845    | 1864             | Esprit Gendron (fils) |                  | Propriétaire, médecin, maire de Château-du-Loir (1839-1852) , conseiller d'arrondissement                                                                                 |
| 1864    | 1895 (décès)     | Pierre Le Monnier     | Républicain      | Médecin, député (1876-1882), sénateur (1882-1895), maire de Château-du-Loir (1876-1895)                                                                                   |
| 1895    | 1917 (décès)     | Jérémie Bourgoin      | Républicain      | Maire de Nogent-sur-Loir |
| 1917    | 1919             | siège vacant          |                  | |
| 1919    | 1924 (démission) | René-Louis Pineau     | Entente (Droite) | Maire de Château-du-Loir (1914-1924) |
| 1924    | 1940             | Gaston Perrin         | Rad.             | Imprimeur-libraire, maire de Château-du-Loir (1925-1944), nommé conseiller départemental en 1943                                                                          |
|         |                  |                       |                  | |
| 1945    | 1964             | Henri Goude           | CNIP             | Médecin à Château-du-Loir |
| 1964    | 1970             | Jean-Marie Renauld    | Rad.             | Médecin |
| 1970    | 1976 (décès)     | Henri Goude           | DVD              | Médecin à Château-du-Loir |
| 1976    | 1982             | Pierre Thomas         | PCF              | Maire de Montabon |
| 1982    | 1988             | Marcel Boisjean       | UDF-Radical      | Maire de Château-du-Loir (1977-1988) |
| 1988    | 2001             | Daniel Mâcheton       | PS               | Enseignant, maire de Château-du-Loir (1995-2001 et 2008-2011), ancien conseiller municipal de Dissay-sous-Courcillon, suppléant du député Guy-Michel Chauveau (1997-2002) |
| 2001    | 2015             | Béatrice Pavy         | RPR puis UMP     | Comptable, députée (2002-2012), maire de Saint-Pierre-de-Chevillé, vice-présidente du conseil général                                                                     |

Le canton participe à l'élection du député de la troisième circonscription de la Sarthe.

### Conseillers départementaux à partir de 2015
| Période élective | Période élective | Mandat | Mandat   | Identité                | Nuance | Nuance | Qualité |
| ---------------- | ---------------- | ------ | -------- | ----------------------- | ------ | ------ | --- |
| 2015             | 2021             | 2015   | 2021     | Béatrice Pavy-Morançais |        | LR     | Comptable, députée (2002-2012), maire de Château-du-Loir puis de Montval-sur-Loir (2014-2020), ancienne conseillère générale du canton de Château-du-Loir (2001-2015), 1re vice-présidente du conseil départemental |
| 2015             | 2021             | 2015   | 2021     | Régis Vallienne         |        | LR     | Maître d'œuvre, maire de Pruillé-l'Éguillé (1983-2020), ancien conseiller général du canton du Grand-Lucé (2004-2015), 4e vice-président du conseil départemental                                                   |
| 2021             | 2028             | 2021   | en cours | Galiène Cohu            |        | DVD    | Maire de Loir en Vallée |
| 2021             | 2028             | 2021   | en cours | Régis Vallienne         |        | LR     | Conseiller sortant, 4e vice-président du conseil départemental |

### Résultats détaillés

#### Élections de mars 2015
À l'issue du 1er tour des élections départementales de 2015, deux binômes sont en ballottage : Béatrice Pavy-Morançais et Régis Vallienne (UMP, 38,76 %) et Pascal Gannat et Annie L'Hôte (FN, 28,83 %). Le taux de participation est de 53,49 % (9 927 votants sur 18 560 inscrits) contre 49,74 % au niveau départemental et 50,17 % au niveau national.
Au second tour, Béatrice Pavy-Morançais et Régis Vallienne (UMP) sont élus avec 61,14 % des suffrages exprimés et un taux de participation de 54,64 % (5 314 voix pour 10 141 votants et 18 560 inscrits).

#### Élections de juin 2021
Le premier tour des élections départementales de 2021 est marqué par un très faible taux de participation (33,26 % au niveau national). Dans le canton de Montval-sur-Loir, ce taux de participation est de 31,62 % (5 700 votants sur 18 029 inscrits) contre 29,78 % au niveau départemental. À l'issue de ce premier tour, deux binômes sont en ballottage : Galiène Cohu et Régis Vallienne (Union au centre et à droite, 37 %) et Pascal Dupuis et Christine Tafforeau-Hardy (Union à gauche, 27,21 %).
Le second tour des élections est marqué une nouvelle fois par une abstention massive équivalente au premier tour. Les taux de participation sont de 34,36 % au niveau national, 30,67 % dans le département et 32,28 % dans le canton de Montval-sur-Loir. Galiène Cohu et Régis Vallienne (Union au centre et à droite) sont élus avec 56,55 % des suffrages exprimés (3 052 voix pour 5 819 votants et 18 029 inscrits),,.

## Composition

### Composition avant 2015

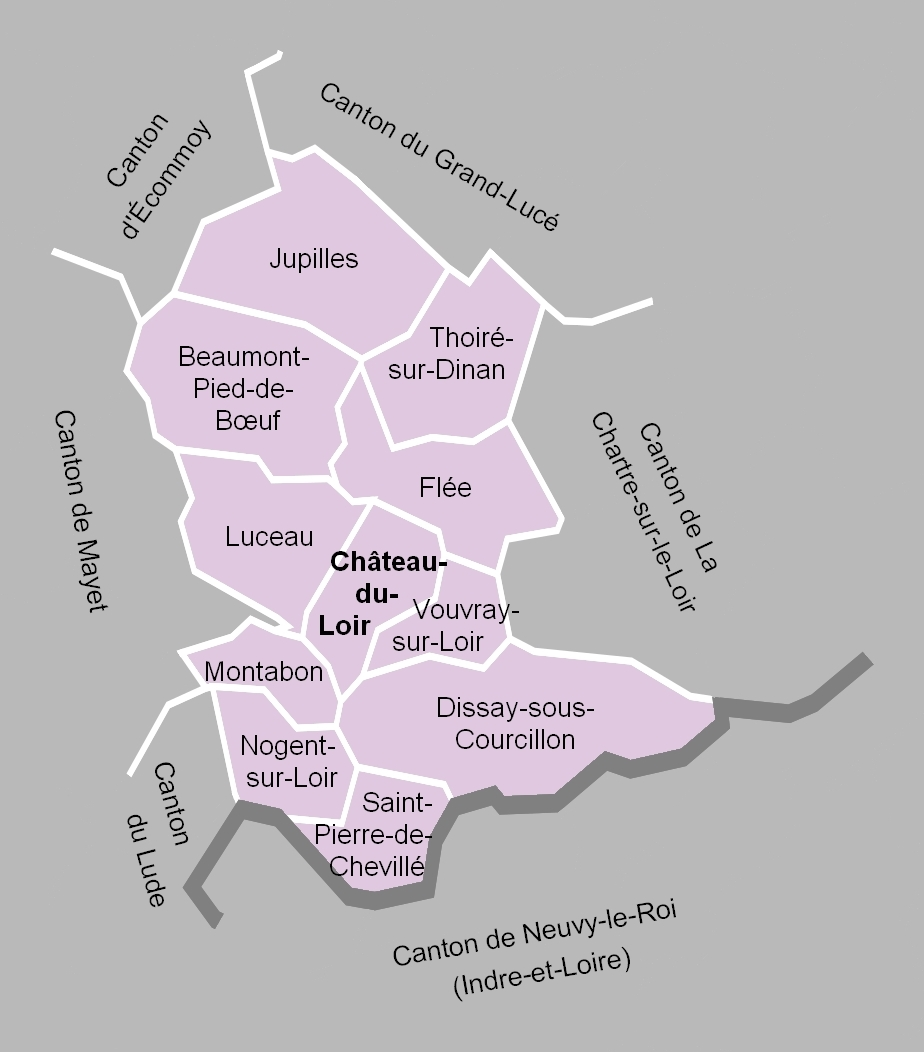
La carte des communes de l'ancien canton. Les cantons limitrophes étaient ceux d'Écommoy, du Grand-Lucé, de La Chartre-sur-le-Loir, de Neuvy-le-Roi, du Lude et de Mayet.

Situation du canton dans l'arrondissement de La Flèche.

Le canton de Château-du-Loir regroupait onze communes.
| Nom                         | Code Insee | Codepostal | Superficie (km2) | Population (dernière pop. légale) | Densité (hab./km2) |
| --------------------------- | ---------- | ---------- | ---------------- | --------------------------------- | ------------------ |
| Château-du-Loir (chef-lieu) | 72071      | 72500      | 11,46            | 4 732 (2010)                      | 413                |
| Beaumont-Pied-de-Bœuf       | 72028      | 72500      | 24,68            | 488 (2012)                        | 20                 |
| Dissay-sous-Courcillon      | 72115      | 72500      | 34,92            | 976 (2012)                        | 28                 |
| Flée                        | 72134      | 72500      | 17,54            | 559 (2012)                        | 32                 |
| Jupilles                    | 72153      | 72500      | 26,41            | 570 (2012)                        | 22                 |
| Luceau                      | 72173      | 72500      | 18,77            | 1 294 (2012)                      | 69                 |
| Montabon                    | 72203      | 72500      | 7,48             | 785 (2010)                        | 105                |
| Nogent-sur-Loir             | 72221      | 72500      | 10,81            | 396 (2012)                        | 37                 |
| Saint-Pierre-de-Chevillé    | 72311      | 72500      | 11,51            | 369 (2012)                        | 32                 |
| Thoiré-sur-Dinan            | 72356      | 72500      | 17,72            | 451 (2012)                        | 25                 |
| Vouvray-sur-Loir            | 72384      | 72500      | 8,05             | 809 (2009)                        | 100                |

À la suite du redécoupage des cantons pour 2015, toutes les communes sont à nouveau rattachées au canton de Château-du-Loir auquel s'ajoutent les neuf communes du canton de La Chartre-sur-le-Loir, les huit du canton du Grand-Lucé et une commune du canton de Mayet.

#### Anciennes communes
Les anciennes communes suivantes étaient incluses dans le canton de Château-du-Loir :
- Bannes, absorbée en 1807 par Dissay-sous-Courcillon.
- Quincampoix et Sainte-Cécile, absorbées en 1807 par Flée.

### Composition depuis 2015
Lors du redécoupage de 2014, le canton comptait vingt-neuf communes entières.
À la suite de la création des communes nouvelles de Montval-sur-Loir au 1er octobre 2016 et de Loir en Vallée au 1er janvier 2017, le canton comprend désormais vingt-quatre communes entières.
| Nom                                      | Code Insee | Intercommunalité   | Superficie (km2) | Population (dernière pop. légale) | Densité (hab./km2) | Modifier                                    |
| ---------------------------------------- | ---------- | ------------------ | ---------------- | --------------------------------- | ------------------ | ------------------------------------------- |
| Montval-sur-Loir (bureau centralisateur) | 72071      | CC Loir-Lucé-Bercé | 26,99            | 5 707 (2022)                      | 211                | modifier les données · modifier les données |
| Beaumont-Pied-de-Bœuf                    | 72028      | CC Loir-Lucé-Bercé | 24,68            | 476 (2022)                        | 19                 | modifier les données · modifier les données |
| Beaumont-sur-Dême                        | 72027      | CC Loir-Lucé-Bercé | 13,49            | 329 (2022)                        | 24                 | modifier les données · modifier les données |
| Chahaignes                               | 72052      | CC Loir-Lucé-Bercé | 22,83            | 668 (2022)                        | 29                 | modifier les données · modifier les données |
| La Chartre-sur-le-Loir                   | 72068      | CC Loir-Lucé-Bercé | 8,30             | 1 370 (2022)                      | 165                | modifier les données · modifier les données |
| Courdemanche                             | 72103      | CC Loir-Lucé-Bercé | 24,02            | 614 (2022)                        | 26                 | modifier les données · modifier les données |
| Dissay-sous-Courcillon                   | 72115      | CC Loir-Lucé-Bercé | 34,92            | 942 (2022)                        | 27                 | modifier les données · modifier les données |
| Flée                                     | 72134      | CC Loir-Lucé-Bercé | 17,54            | 525 (2022)                        | 30                 | modifier les données · modifier les données |
| Le Grand-Lucé                            | 72143      | CC Loir-Lucé-Bercé | 27,26            | 1 941 (2022)                      | 71                 | modifier les données · modifier les données |
| Jupilles                                 | 72153      | CC Loir-Lucé-Bercé | 26,41            | 552 (2022)                        | 21                 | modifier les données · modifier les données |
| Lavernat                                 | 72160      | CC Loir-Lucé-Bercé | 22,64            | 585 (2022)                        | 26                 | modifier les données · modifier les données |
| Lhomme                                   | 72161      | CC Loir-Lucé-Bercé | 18,32            | 938 (2022)                        | 51                 | modifier les données · modifier les données |
| Loir en Vallée                           | 72262      | CC Loir-Lucé-Bercé | 64,76            | 2 052 (2022)                      | 32                 | modifier les données · modifier les données |
| Luceau                                   | 72173      | CC Loir-Lucé-Bercé | 18,77            | 1 233 (2022)                      | 66                 | modifier les données · modifier les données |
| Marçon                                   | 72183      | CC Loir-Lucé-Bercé | 30,05            | 1 063 (2022)                      | 35                 | modifier les données · modifier les données |
| Montreuil-le-Henri                       | 72210      | CC Loir-Lucé-Bercé | 14,39            | 299 (2022)                        | 21                 | modifier les données · modifier les données |
| Nogent-sur-Loir                          | 72221      | CC Loir-Lucé-Bercé | 10,81            | 361 (2022)                        | 33                 | modifier les données · modifier les données |
| Pruillé-l'Éguillé                        | 72248      | CC Loir-Lucé-Bercé | 21,18            | 808 (2022)                        | 38                 | modifier les données · modifier les données |
| Saint-Georges-de-la-Couée                | 72279      | CC Loir-Lucé-Bercé | 11,68            | 171 (2022)                        | 15                 | modifier les données · modifier les données |
| Saint-Pierre-de-Chevillé                 | 72311      | CC Loir-Lucé-Bercé | 11,51            | 339 (2022)                        | 29                 | modifier les données · modifier les données |
| Saint-Pierre-du-Lorouër                  | 72314      | CC Loir-Lucé-Bercé | 16,55            | 363 (2022)                        | 22                 | modifier les données · modifier les données |
| Saint-Vincent-du-Lorouër                 | 72325      | CC Loir-Lucé-Bercé | 26,96            | 822 (2022)                        | 30                 | modifier les données · modifier les données |
| Thoiré-sur-Dinan                         | 72356      | CC Loir-Lucé-Bercé | 17,72            | 398 (2022)                        | 22                 | modifier les données · modifier les données |
| Villaines-sous-Lucé                      | 72376      | CC Loir-Lucé-Bercé | 25,46            | 651 (2022)                        | 26                 | modifier les données · modifier les données |
| Canton de Montval-sur-Loir               | 7203       |                    | 537,24           | 23 207 (2022)                     | 43                 | modifier les données                        |

## Démographie

### Démographie avant 2015
| 1962   | 1968   | 1975   | 1982   | 1990   | 1999   | 2006   | 2011   | 2012   |
| ------ | ------ | ------ | ------ | ------ | ------ | ------ | ------ | ------ |
| 11 258 | 11 539 | 11 662 | 11 591 | 11 369 | 11 300 | 11 291 | 11 449 | 11 429 |

### Démographie depuis 2015
En 2022, le canton comptait 23 207 habitants, en évolution de −3,76 % par rapport à 2016 (Sarthe : −0,25 %, France hors Mayotte : +2,11 %).
| 2013   | 2018   | 2022   |
| ------ | ------ | ------ |
| 24 475 | 23 861 | 23 207 |